# Tobias Homp
Tobias Homp (* 31. Oktober 1963 in Kiel) ist ein deutscher ehemaliger Fußballspieler.

## Laufbahn
Homp wurde von seinem Vater Fritz als Jugendtrainer gefördert. Er spielte bis 1985 beim FC Kilia Kiel, sein Heimatverein ist der TSV Melsdorf. Homp wurde in die bundesdeutsche Jugendnationalmannschaft berufen.
1985 wechselte der Abwehr- bzw. Mittelfeldspieler zum Hamburger SV, nachdem sich auch der Werder Bremen, Borussia Mönchengladbach und Eintracht Frankfurt um ihn bemüht hatten sowie ebenfalls der FC Bayern München interessiert war und Homp im November 1984 noch einen Wechsel zum FC St. Pauli bevorzugt hatte, um in der 2. Fußball-Bundesliga Spielerfahrung zu sammeln, anstatt in der Bundesliga Ersatzspieler zu sein.
1987 gewann er mit dem HSV den DFB-Pokal, ab Oktober 1988 kam er unter Trainer Willi Reimann kaum noch zum Zuge. Er bestritt bis 1989 75 Bundesligaeinsätze für den Hamburger SV. Von 1989 bis 1996 spielte er beim FC 08 Homburg. Nach der Saison 1991/92 war er zunächst vereinslos und wurde Mitte September 1992 von Homburg zurückgeholt. Homp wechselte 1995 erneut zum Hamburger SV, wo er überwiegend in der zweiten Mannschaft zum Einsatz kam, aber auch noch fünf Einsätze in der Saison 1996/1997 in der ersten Liga bestritt. Der HSV besorgte ihm eine Lehrstelle im kaufmännischen Bereich. Homp zeichneten als Spieler Kampfgeist und Disziplin aus.
Insgesamt bestritt er für Hamburg und Homburg 270 Spiele, davon 114 in der ersten und 156 in der zweiten Bundesliga. Er erzielte in der ersten Liga drei und in der zweiten Liga sieben Tore. Ab 1998 spielte Homp beim Amateurverein SV Henstedt-Ulzburg, 2011 beendete er seine Spielerlaufbahn.
Ab August 2011 trainierte Homp die U19-Mannschaft Henstedt-Ulzburgs in der Schleswig-Holstein-Liga. Er war im selben Verein Trainer der 1. Frauenmannschaft, die von 2015 bis 2018 in der 2. Bundesliga spielte. Nach dem Zweitligaabstieg 2018 endete Homps Amtszeit. Seinen Abschied hatte er bereits im Dezember 2017 angekündigt. Er wurde dann Jugendtrainer bei Eintracht Norderstedt.